# Renta feudalna
Renta feudalna – świadczenie poddanych na rzecz pana (feudała). Wynikała z tytułu zwierzchniej własności ziemskiej, a także ze zwierzchnictwa osobistego lub sądowego.

## Typy renty feudalnej
Wyróżnia się trzy główne typy renty feudalnej:
- Renta naturalna – oddawanie na rzecz pana części płodów rolnych (por. połownictwo)
- Renta pieniężna – opłata pieniężna (czynsz)
- Renta odrobkowa (pańszczyzna) – nieodpłatna praca świadczona na rzecz pana

Możliwe było też współwystępowanie dwóch lub trzech typów.

### Renta odrobkowa
Renta odrobkowa, nazywana także pańszczyzną lub robocizną, to forma renty feudalnej polegająca na świadczeniu przez poddanych nieodpłatnej pracy dla feudała. Obejmowała przede wszystkim pracę na folwarkach pańszczyźnianych, a także inne posługi, obejmujące na przykład rzemieślnictwo czy stróżowanie nad dobytkiem pana.

### Renta naturalna
Renta naturalna to forma renty feudalnej polegająca na przekazywaniu feudałowi przez poddanych danin w naturze. Odmianą renty naturalnej była renta okolicznościowa polegająca na przekazywaniu panu jadła lub plonów raz na jakiś czas.

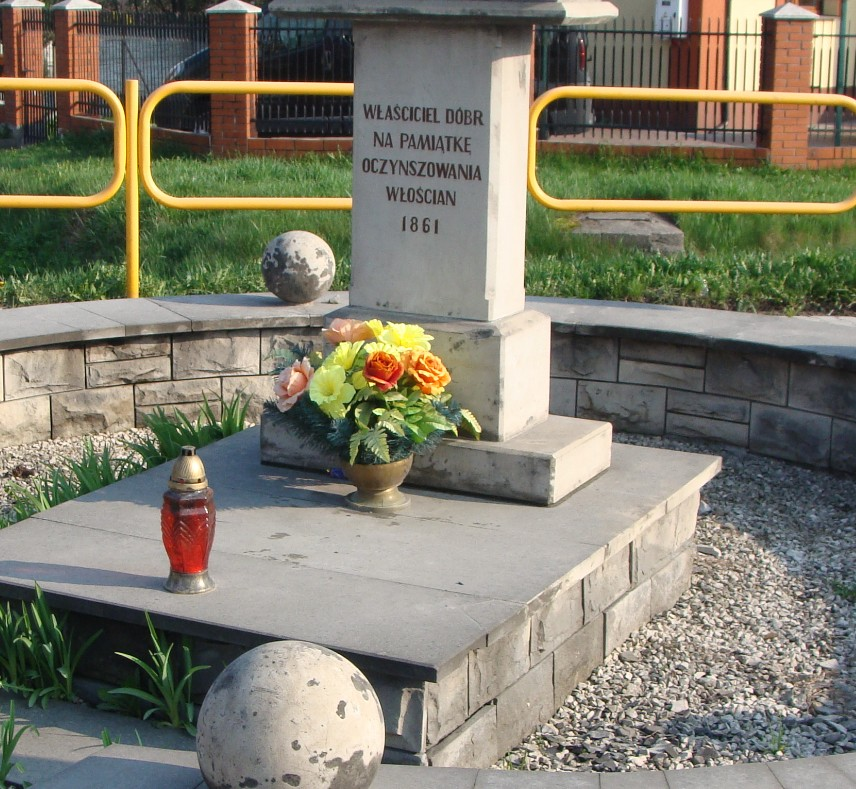
Pomnik oczynszowania chłopów w Morawicy

### Renta pieniężna
Renta pieniężna to późniejsza forma renty feudalnej polegająca na opłacaniu przez poddanych na rzecz feudała czynszów.

## Renta feudalna w Polsce
Do XII/XIII wieku dominującą formy renty feudalnej były daniny i pańszczyzna. Czynsze pojawiły się w XII wieku; do XIII-XIV wieku wyparły one daniny, a także częściowo pańszczyznę. W XV wieku udział pańszczyzny znów zaczął stopniowo wzrastać, aż stał się formą dominującą nad pozostałymi; nie zmieniło się to do XVIII wieku. W XVIII wieku udział rent pieniężnych zaczął silnie wzrastać, co rozpoczęło proces tworzenia się idei kapitalistycznych.